# رادوسلاو دیمیتروف
رادوسلاو دیمیتروف (بلغاری: Радослав Бончев Димитров؛ زادهٔ ۱۲ اوت ۱۹۸۸) بازیکن فوتبال اهل بلغارستان است.
از باشگاه‌هایی که در آن بازی کرده است می‌توان به باشگاه فوتبال بوتوشانی، باشگاه فوتبال لیتکس لووچ، باشگاه فوتبال لفسکی صوفیه، باشگاه ورزشی سپسی اواس‌کا سفنتو گئورگه، باشگاه فوتبال یونیورسیتاتیا کلوژ، و باشگاه ورزشی یونیورسیتاتئا کرایووا اشاره کرد.
وی همچنین در تیم‌های ملی فوتبال زیر ۲۱ سال بلغارستان و بلغارستان بازی کرده است.